# Sursurunga
Le sursurunga est une des langues de Nouvelle-Irlande, parlée par 3 000 locuteurs, dans la province de Nouvelle-Irlande, district de Namatanai. Elle comporte un dialecte, le surkutus.